# Generation Park
Generation Park, precedentemente noto come Skanska Tower, è un edificio per uffici in costruzione a Varsavia, in Polonia

## Caratteristiche
Progettato da JEMS Architekci,  il Generation Park è stato completato nel 2021. L'edificio risulta alto 180 metri ed è uno dei grattacieli più alti del paese. La torre è accompagnata da due edifici inferiori.